# Vates phoenix
Vates phoenix — вид богомолів. Описаний у 2020 році.

## Етимологія

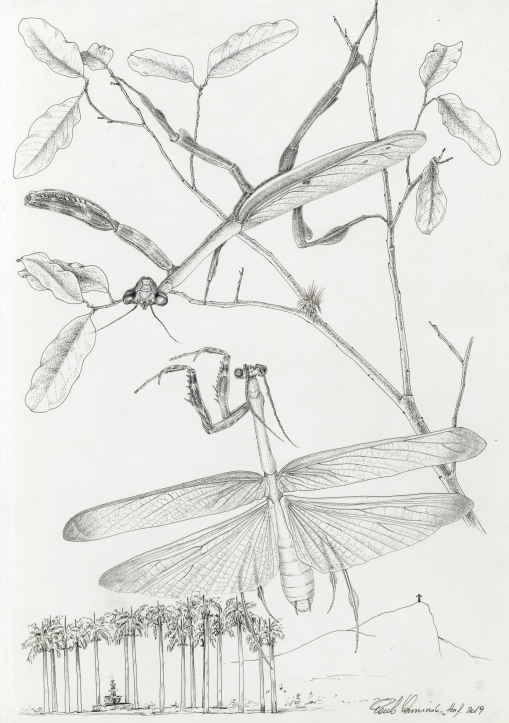
Богомол у природному середовищі в уявленні художника

Видова назва V. phoenix посилається на фенікса — міфічної істоти, яка народжувалася з власного попелу. Назва виду це шана Національному музею Бразилії в Ріо-де-Жанейро, знищеному під час пожежі 2 вересня 2018 р. Втрачено всю ентомологічну колекцію з понад 5 мільйонів зразків, включно з майже всіма екземплярами богомолів. Лише декілька зразків роду Vates, включно зі зразком, з якого описано цей вид, вціліли в пожежі.

## Поширення
Ендемік Бразилії. Трапляється у тропічному атлантичному лісі у штатах Ріо-де-Жанейро та Сан-Паулу на сході країни.